# Mons

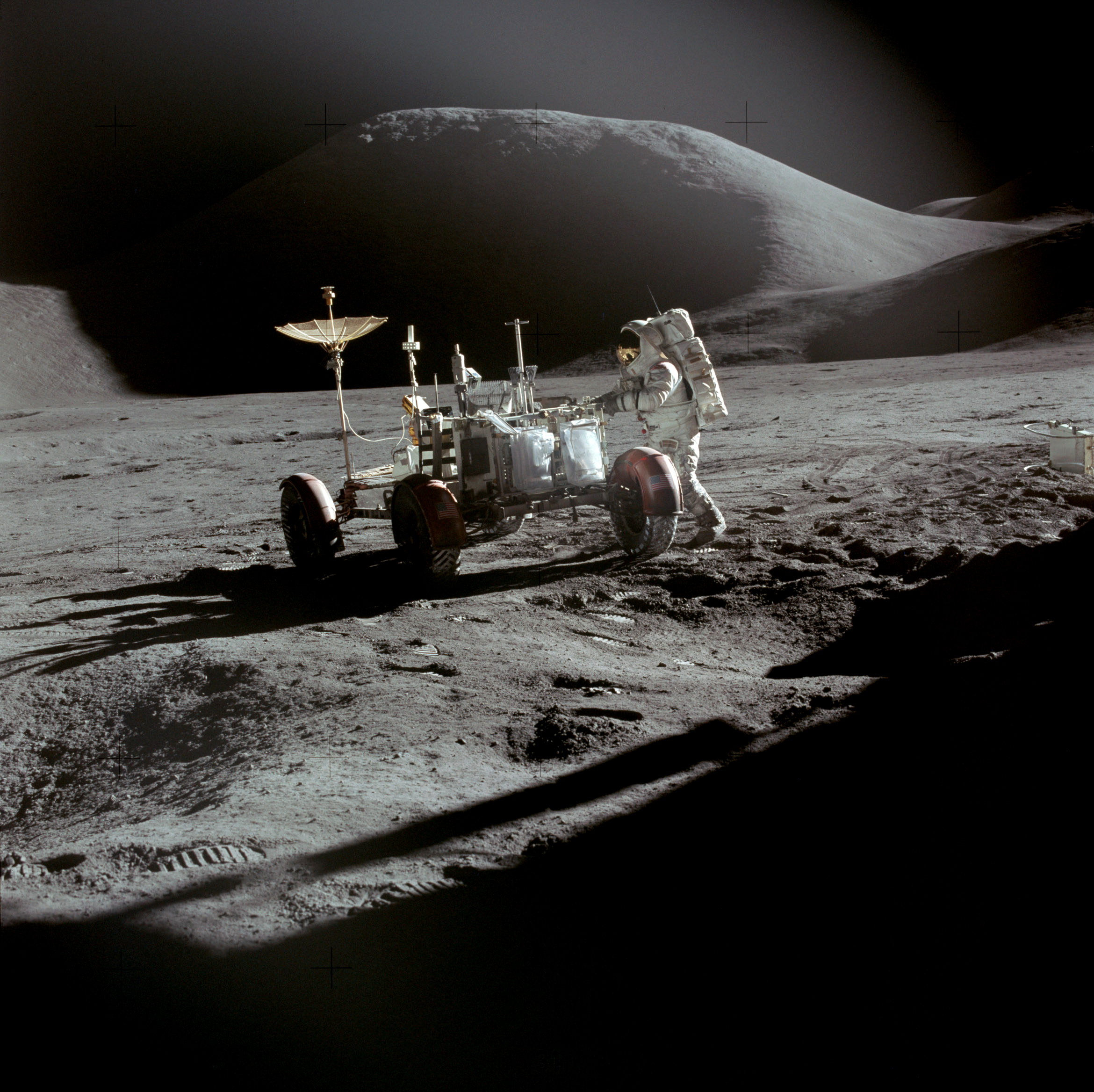
Гора Гедлі, частина місячних Апеннін. Висота — біля 4,5 км.

Mons (мн. Montes; з латинської — «гора») — гора на небесному тілі. Термін використовується в планетній номенклатурі — входить до складу власних назв гір. У міжнародних назвах він, як і інші родові терміни, пишеться з великої літери та, як правило, стоїть після власного імені, але в назвах місячних гір — перед ним (наприклад, на Марсі є гора Alba Mons, а на Місяці — Mons Argaeus).
Меншим височинам, особливо куполоподібної форми, дають назви з терміном Tholus («купол»), а скупченням дрібних — Colles («пагорби»); для своєрідних млинцеподібних гір, характерних для Венери, вживають термін Farrum.

## Природа гір
Як і інші терміни планетної номенклатури, слово Mons описує лише зовнішній вигляд об'єкта, а не його походження чи геологічну будову, і тому придатне для гір будь-якої природи. Походження названих так об'єктів дуже різноманітне. Найчастіше вони утворені тектонічними, ударними або вулканічними процесами. Прикладами таких гір є, відповідно, Maxwell Montes на Венері, Montes Apenninus на Місяці та Olympus Mons на Марсі. Існують і гори іншого походження. Наприклад, хребет Geryon Montes на Марсі є залишком еродованого плато, що колись височіло в Ius Chasma, одному з каньйонів системи Valles Marineris.
При ударі космічного тіла гори можуть з'являтися і по краю кратера, і в його центрі, але центральні височини кратерів рідко отримують власні назви. До винятків належать Aeolis Mons у кратері Ґейл на Марсі та Scheria Montes у кратері Одіссей на Тефії.

## Назви гір
Для позаземних гір термін Mons вперше вжив Міхаель ван Лангрен 1645 року. Він дав назви деяким горам Місяця, але жодна з цих назв на картах не втрималася. Через два роки Ян Гевелій запропонував перші назви позаземних гір, що досі у вжитку. Місячні Альпи та Апенніни досі носять імена, дані Гевелієм, а ще 5 запропонованих ним назв зараз вживаються для інших гір (причому в деяких випадках він назвав горами не справжні гори, а яскраві промені кратерів).
Міжнародний астрономічний союз затвердив перші назви позаземних гір (разом із багатьма іншими традиційними місячними назвами) 1935 року — але без латинського родового терміну. Його було повернуто до назв лише 1961 року. Станом на квітень 2015 року термін Mons чи Montes у назві мають 262 об'єкти: 117 на Венері, 50 на Марсі, 48 на Місяці, 23 на Іо, 13 на Титані, 9 на Япеті, 1 на Меркурії та 1 на Тефії. На різних небесних тілах їх називають по-різному:
- на Меркурії — словами різних мов, що означають спеку;
- на Венері — на честь різноманітних богинь різних народів (єдиний виняток — гори Максвелла);
- на Місяці — за назвами земних гір та хребтів, сусідніх кратерів, на честь видатних науковців, іноді — просто за людськими іменами; є й кілька назв іншого походження. В одному випадку (Mont Blanc) замість латинського Mons вжито французьке Mont;
- на Марсі — за назвами сусідніх деталей альбедо на картах Джованні Скіапареллі або Ежена Антоніаді;
- на Іо — за назвами місцевостей, згаданих у міфі про Іо, а також на честь богів та героїв з різних міфологій, пов'язаних з вогнем, Сонцем, громом або вулканами;
- на Тефії — за назвами місцевостей, згаданих в «Одіссеї» Гомера;
- на Титані — за назвами гір та гірських систем Середзем'я Джона Толкіна;
- на Япеті — за назвами географічних об'єктів, згаданих у «Пісні про Роланда».